# Kurt Gerstein
Kurt Gerstein (11. srpna 1905 Münster – 25. července 1945 Paříž) byl německý příslušník SS. V nacistických strukturách se rozhodl působit proto, aby mohl zevnitř poznat fungování vražedné mašinerie. Je známý především díky tzv. Gersteinově zprávě, v níž se snažil předat světu strašlivé zkušenosti, které získal během svého působení v čele Institutu pro hygienu.

## Život
Poté, co vystudoval důlní inženýrství, pracoval Gerstein do roku 1936 pro těžařskou společnost v Saarbrückenu. V roce 1933 vstoupil na popud rodiny do nacionálně socialistické strany (NSDAP). Záhy se však dostal do konfliktu s vládní ideologií, neboť byl členem organizace evangelické mládeže a přátel Bible. V září 1936 byl zatčen gestapem a vyloučen ze strany. Po svém propuštění studoval v lékařském ústavu v Tübingen. Dne 14. července 1938 byl znovu zatčen a internován v koncentračním táboře Welzheim.
V roce 1940 se Gerstein dozvěděl o probíhajícím nacistickém „programu euthanasie“, kdy byla násilně usmrcena jeho švagrová M. Ebeling. Osobní zkušenost přivedla Gersteina k myšlence vstoupit do struktur vládnoucího režimu a co nejlépe poznat zákulisí vyhlazování obyvatel. Roku 1941 se mu podařilo stát se členem SS. Byl přijat do hygienického oddílu sanitní služby Waffen SS. Za zásluhy při zastavení tyfové epidemie byl povýšen na SS-Obersturmführera.
V této funkci Gerstein pracoval na plánech pro využití nejrůznějších plynů. Mezi nimi byl i pozdější vražedný Cyklon B, který byl od roku 1942 používán v plynových komorách vyhlazovacích táborů.
V srpnu 1942 byl služebně vyslán do vyhlazovacích táborů Belzec, Treblinka a Majdanek. V Belžci se stal svědkem příjezdu transportu židů ze Lvova. Ze 6700 lidí bylo 1450 již mrtvých. V doprovodu kapitána policie sledoval selekci příchozích a následné zavraždění asi 3000 osob z transportu v plynových komorách.
Gerstein otřesen tím, co viděl, snažil se na hrůzy upozornit jak západní spojence, tak neutrální země. Při návratu do Berlína kontaktoval tajemníka švédského velvyslanectví barona Görana von Otter a podal mu obšírnou zprávu. Švédská vláda, třebaže vzala Gersteinovu zprávu na vědomí, nechala ji ležet tři roky v archivu. Gerstein o hromadném vyvražďování zpravil ještě asi 100 lidí, mezi nimi biskupa Otto Dibelia, který patřil k protinacistické církevní opozici. Vypravil se rovněž k papežskému nunciovi. Ten se ho nejprve otázal, je-li vojákem, poté s ním další jednání přerušil a vyzval ho k opuštění papežské legace.
Gerstein žádal po západních spojencích, aby vojensky zasáhli v oblasti táborů. Pokud mohl, zdržoval dodávky plynu, aby co nejvíce zbrzdil hromadné vyvražďování. Lidé, na které se obracel, však často nevěřili, že by mohlo být pravda to, co tvrdí. (Ještě i v letech po válce, kdy byly zveřejněny fotografické snímky a filmové záběry z osvobozených lágrů, nechtěla si veřejnost připustit, že by něco takového vůbec bylo možné.)
Ačkoli byl Gerstein na věci silně zainteresován a na řadě dokumentů bylo jeho jméno, vydal se po konci války k francouzské armádě, kde se dobrovolně vzdal a předal do jejích rukou svou zprávu. Ani Francouzi mu příliš nevěřili. Byl zatčen a vsazen do vězení. Švédské velvyslanectví v Londýně potvrdilo pravdivost Gersteinovy zprávy, jakož i kontakty s baronem von Otter. Přesto byl dále držen ve vazbě. Dne 25. července 1945 zemřel v pařížském vězení Cherche-Midi.
Okolo Gersteinovy smrti se kupí řada nejasností. Zpráva francouzského vojenského lékaře hovoří o sebevraždě oběšením. Jeho hrob se nepodařilo vypátrat. Nelze vyloučit, že o umlčení nepohodlného svědka se postaral někdo z řady skutečných nacistických zločinců.
Gersteinově zprávě se dostalo významné pozornosti u norimberského tribunálu při vyšetřování holokaustu.